# Earle Dickson
Earle Dickson (10 de outubro de 1892 — Kitchener, 21 de setembro de 1961)  foi um inventor norte-americano mais conhecido por inventar bandagens adesivas, pensos (português europeu) ou band-aids (português brasileiro), nos Estados Unidos. Ele viveu em Highland Park, Nova Jersey, por grande parte de sua vida.

## Biografia
Dickson era um comprador de algodão na empresa Johnson & Johnson. Sua esposa, Josephine Knight, costumava se cortar enquanto fazia as tarefas domésticas e cozinhava. Dickson descobriu que a gaze colocada em uma ferida com fita adesiva não permaneceu em seus dedos ativos. Em 1920, ele colocou quadrados de gaze em intervalos em um rolo de fita adesiva, preso no lugar com crinolina. James Wood Johnson, seu chefe, gostou da ideia e a colocou em produção. Em 1924, a Johnson & Johnson instalou máquinas para produzir em massa as ataduras que antes eram feitas à mão. Após o sucesso comercial de seu design, Dickson foi promovido a vice-presidente.